# John Alexander

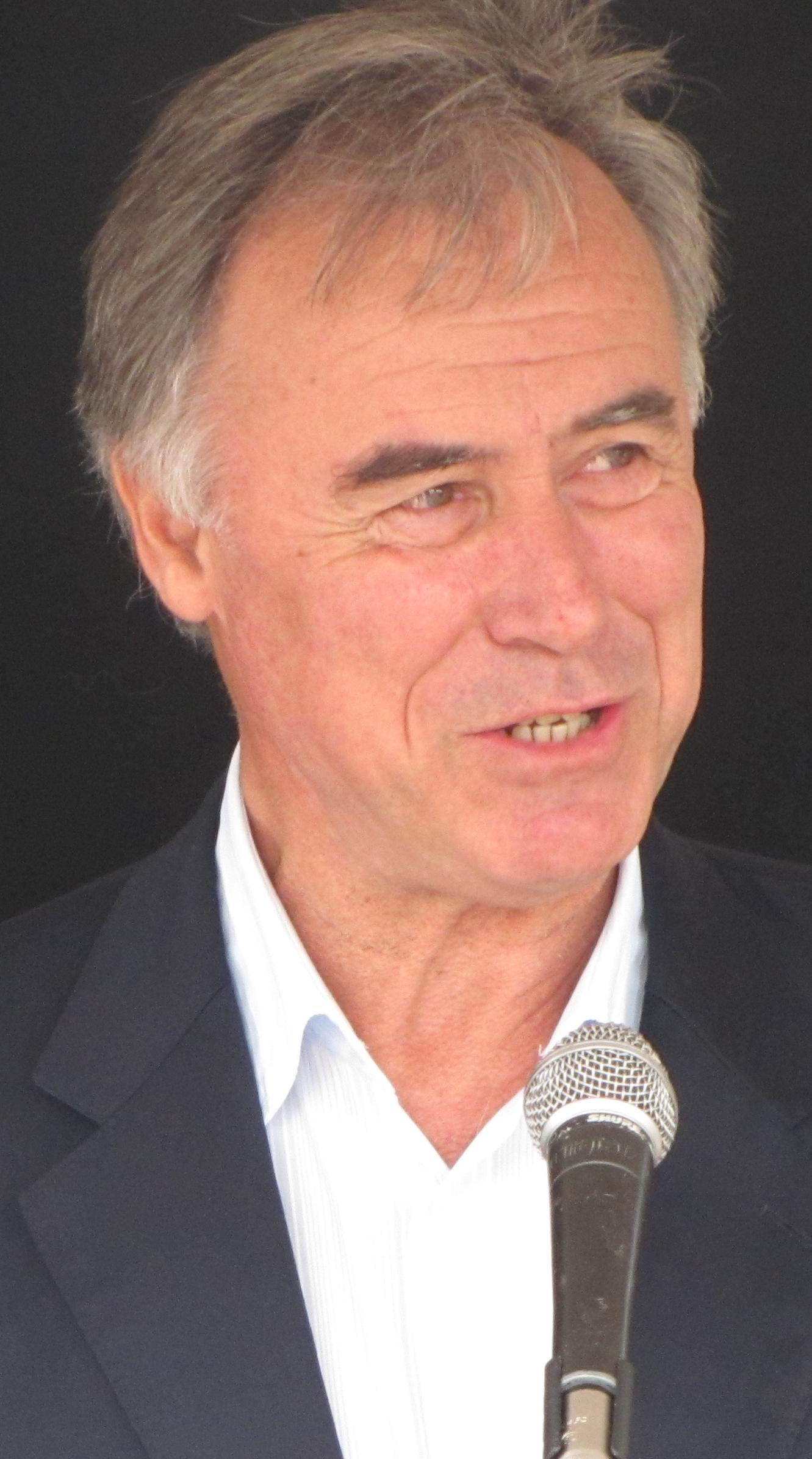
John Alexander

John Gilbert Alexander, född 4 juli 1951 i Sydney, New South Wales, Australien, är en australisk högerhänt tidigare professionell tennisspelare.

## Tenniskarriären
John Alexander blev professionell spelare på WCT-touren 1970. Under karriären vann han 7 singel- och 27 dubbeltitlar. Bland meriterna märks två dubbeltitlar i Grand Slam-turneringar, båda i Australiska öppna. Som bäst rankades (avser ATP-listan) han i singel som nummer 8 (december 1975) och nummer 30 i dubbel (januari 1983). Han spelade totalt in $1,214,079 i prispengar.
Som singelspelare vann Alexander sina tourtitlar perioden 1975-83 på såväl långsamt grus som snabbt gräs och hard-court. Han finalbesegrade spelare som Ilie Nastase (Tucson 1975), Manuel Orantes (North Conway, 1977) och John Fitzgerald (Sydney 1982). I GS-turneringar nådde han som bäst semifinal i Australiska öppna 1973 och 1977.
I dubbel nådde Alexander sju finaler och vann två av dessa. Den första titeln, Australiska öppna 1975, vann han tillsammans med Phil Dent genom finalseger över Bob Carmichael & Allan Stone med siffrorna  6-3 7-6. År 1982 vann han sin andra GS-titel i dubbel, också den i Australiska öppna, denna gång i par med John Fitzgerald. De finalbesegrade Andy Andrews & John Sadri med 6-4 7-6.
Alexander gjorde debut i det australiska Davis Cup-laget 1968 som en av de yngsta debutanterna genom tiderna. han var då 17 år och 5 månader gammal. Han spelade för laget 1968-70, 1974-80 och 1982 och vann 27 av sina totalt 41 matcher han spelade i laget. Han deltog i det segrande australiska laget 1977 som i världsfinalen mötte ett lag från Italien. Alexander vann sina båda singelmatcher mot Corrado Barazzutti (6-2 8-6 4-6 6-2) och Adriano Panatta (6-4 4-6 2-6 8-6 11-9). 

## Spelaren och personen
John Alexander har efter avslutad aktiv spelarkarriär verkat som tränare, på senare år för det australiska Fed Cup-laget. Han är också ofta anlitad som kommentator i televisionen. Han är känd för sitt omfattande kunnande inom tennis, både rörande spelets historia och tekniska utveckling. 
John Alexander bor i Sydney tillsammans med advokaten Gayle Meredith och har tre barn i ett tidigare äktenskap.

## Grand Slam-titlar
- Australiska öppna
  - Dubbel - 1975, 1982

## Övriga titlar
- Singel
  - 1975 - Fort Worth WCT, Tucson
  - 1977 - North Conway
  - 1979 - Louisville
  - 1982 - Bristol, Sydney utomhus
  - 1983 - Auckland
- Dubbel
  - 1970 - Kitzbuehel
  - 1971 - Sydney utomhus, Gstaad, Los Angeles, Hamburg
  - 1972 - Louisville WCT, Bretton Woods
  - 1973 - Toronto WCT, Cincinnati
  - 1974 - Miami WCT, Monte Carlo WCT
  - 1975 - San Antonio WCT, Las Vegas, Chicago
  - 1976 - Atlanta WCT, Denver WCT
  - 1977 - Cincinnati, Washington, Louisville, Sydney utomhus
  - 1978 - Los Angeles, Brisbane, Atlanta
  - 1982 - Sydney utomhus
  - 1983 - Bristol